# Prosumer
Prosumer is een neologisme vanuit de Engelse taal dat een samenstelling is van de termen producent of professional en consument. Men spreekt ook wel van productie door consumenten. In het Nederlands gebruikt men ook de term prosument.

## Beschrijving
Deze term is bedoeld om de tendens te beschrijven waarbij consumenten zich professionaliseren om zich dichter bij de uitgangspositie als producent te brengen. Deze toenadering vindt plaats door zelf opgedane kennis, vaak als gevolg van technologische vooruitgang. Een voorbeeld hiervan is de lagere kosten van zonnepanelen. Hierdoor werd het voor veel individuen mogelijk om zowel consument als producent van elektriciteit te worden.
De term wordt ook regelmatig gebruikt als marketingterm. Doordat prosumers de industrie beïnvloeden en dwingen te produceren wat zij willen, wordt hierdoor de lus doorbroken dat de industrie de macht als leverancier bezit.
De Amerikaanse publicist en futuroloog Alvin Toffler opperde deze term in zijn boek "The Third Wave" uit 1980.